# Świat Gier Planszowych
Świat Gier Planszowych (ŚGP) – magazyn o grach planszowych i karcianych. Po rezygnacji przez wydawnictwo z formy papierowej, wydawany miał być w wersji cyfrowej, jednak nigdy do tego nie doszło. 
Był drugim w historii (po Magazynie „Gry Planszowe”), polskim magazynem poświęcony wyłącznie grom planszowym i karcianym. Jego wydawcą był Wydawnictwo Portal. Skład redakcyjny stanowili w dużej mierze redaktorzy bloga o grach planszowych i karcianych – Games Fanatic. Redaktorem naczelnym był Łukasz Piechaczek. Wcześniej pełnił tę funkcję Mirosław Gucwa.
Pierwsze 28 numerów wydawanych było w formie drukowanej – magazyn początkowo był wydawany jako kwartalnik, później  jako dwumiesięcznik. Pierwszy numer pisma  wyszedł w marcu 2007 roku. 23 kwietnia 2013 roku ogłoszono, że od 29 numeru czasopismo będzie dystrybuowane wyłącznie cyfrowo. Ostatecznie w ten sposób wydano tylko jeden numer, a pod marką czasopisma powstał serwis internetowy poświęcony grom planszowym.